# Kathleen Quinlan
Kathleen Denise Quinlan (født 19. november 1954) er en amerikansk tv- og filmskuespiller. Hun begyndte sin karriere med Sidste nat med kliken og er blevet nomineret til en Golden Globe to gange, først for Ingen dans på roser, og andre til Apollo 13, som hun også blev Oscar nomineret til. Quinlan har også medvirket i mange film på tv i 1990'erne og 2000'erne.

## Opvækst
Quinlan blev født i Pasadena, Californien som datter af Josephine (født Zachry), en militærtjenestechef og Robert Quinlan, en tv-sportschef. Hun voksede op i Mill Valley, Californien, hvor hun gik på Tamalpais High School, studerede drama og begyndte sin skuespillerkarriere.

## Karriere
Quinlan gjorde hende filmdebut i 1973 i George Lucas' nostalgisk syn på begyndelsen af tresserne, Sidste nat med kliken, i en alder 19 (selvom hun dukkede op i en lille ukrediteret rolle i 1972 i  En er en for lidt). Som ung skuespiller medvirkede hun i flere af 1970'ernes tv-serier, såsom Police Woman, Crime Scene: San Francisco, Emergency!, Kojak og Walton Family.
Hun har deltaget i over 50 film, men er måske bedst kendt for sine roller som den skizofreniramte Deborah i filmatiseringen af Ingen dans på roser, hvor hun modtog en nominering Golden Globe for bedste kvindelige hovedrolle - Film og en til Golden Globe - og Oscar-nominering for bedste kvindelige birolle som en astronaut-kone, Marilyn Lovell, i den sande historie om Apollo 13, hvor hun spillede overfor Tom Hanks.
Quinlan var også kendt som Jim Morrisons elskerinde Patricia Kennealy i Oliver Stones The Doors. I løbet af 2000'erne har hun medvirket i bl.a. House, som mor til brødrene i Fox's drama Prison Break og som senator i en 2011 episode af science fiction-serien Stargate Universe.

## Privatliv
Hun har været gift med skuespiller Bruce Abbott siden 12. april 1994. De har en søn, Tyler (født 1990).